# Helicogloea globosa
Helicogloea globosa är en svampart som beskrevs av Chee J. Chen & Oberw. 2000. Helicogloea globosa ingår i släktet Helicogloea och familjen Phleogenaceae.   Inga underarter finns listade i Catalogue of Life.